# Michel Corboz
Michel Corboz GCIH • COAL (Marsens, 14 de fevereiro de 1934 – Lausana, 2 de setembro de 2021) foi um músico suíço com trabalho desenvolvido na direcção coral e orquestral, maestro titular do Coro Gulbenkian e do Ensemble Vocal de Lausanne.

## Biografia
Corboz fez a sua formação na École Normale de Fribourg e no Conservatoire de Fribourg, na Suíça, onde estudou canto e composição. Com forte interesse pela direcção decidiu trabalhar exclusivamente nesta vertente, e em 1953 torna-se director de música sacra numa igreja em Lausanne. Depressa atingiu o reconhecimento e funda o Ensemble Vocal de Lausanne e o Ensemble Instrumental de Lausanne em 1961. A partir de 1964 foi convidado regularmente para os cursos de iniciação à direcção coral, durante os meses de verão, promovidos pela Fundação Calouste Gulbenkian, onde começou a ter contacto com elementos do Coro Gulbenkian e com outros músicos que viriam a ser seus colaboradores no futuro. Depois de inúmeros concertos de música barroca vocal e instrumental, as distinções e aclamações da crítica musical relativamente às gravações de Vespro della Beata Vergine (1965) e de L'Orfeo (1966) de Claudio Monteverdi marcaram indiscutivelmente o início da sua carreira internacional.
Em 1969, com a morte da directora titular do Coro Gulbenkian, foi convidado pelo Serviço de Música da Fundação Calouste Gulbenkian, liderado por Madalena de Azeredo Perdigão para suceder no cargo. Assim, com os dois agrupamentos musicais (Lisboa e Lausanne), gravou inúmeros registos (mais de cem), muitos dos quais galardoados internacionalmente.
Em 1976 foi nomeado instrutor de música coral no Conservatoire Supérior de Musique de Genève, cargo que ocupa até 2004. Nos dias 8 e 9 de dezembro de 1984 regeu o Coro e a Orquestra Brasileira de Câmara no evento de reinauguração do Órgão da Catedral da Sé de  Mariana, Minas Gerais  
Permaneceu como maestro titular tanto do Coro Gulbenkian quanto do Ensemble Vocal de Lausanne.
Morreu em 2 de setembro de 2021, aos 87 anos, vítima de um ataque cardíaco após uma cirurgia, em Lausana, na Suíça.

## Prémios e condecorações
- Prémio de Crítica da Argentina (1995 e 1996)
- Commandeur de l'Ordre des Arts et des Lettres
- Grã-Cruz da Ordem do Infante D. Henrique (13 de dezembro de 1999)[7]
- Grand Prix de la Ville de Lausanne (2003)[8]